# José Bartolo Posada
José Bartolo Posada (La Rioja, 1909-Córdoba, 1975) fue un político argentino, intendente municipal de la ciudad de Córdoba entre 1949 y 1951.

## Datos biográficos
Nació en La Rioja el 24 de agosto de 1909. Inició la carrera de ingeniería en la Universidad Nacional de Córdoba sin llegar a completar sus estudios, aunque obteniendo en 1943 el título de técnico constructor en la Facultad de Ciencias Exactas, Físicas y Naturales. Pasó a trabajar luego en la Fábrica Militar de Aviones de Córdoba, donde llegó a ser jefe de construcción de obras, y también desempeñó tareas en el Instituto Aerotécnico.

En febrero de 1949 la intervención federal en Córdoba, a cargo de Alfredo Eguzquiza, designó a Posada en carácter de comisionado municipal de la ciudad capital, asumiendo el cargo a partir del día 12 reemplazando a Jorge Enrique Martorell. Un mes después, el 12 de marzo, asumió la gobernación el peronista Juan Ignacio San Martín, electo en los comicios de noviembre de 1948.

Desde la asunción del primer gobierno peronista de Córdoba en 1946 la normalización de los municipios de la provincia venía siendo objeto de acalorados debates. El gobernador San Martín aplazó esta cuestión, supeditándola al tratamiento de las reformas de la constitución cordobesa que habrían de realizarse a tono con las modificaciones impulsadas en 1949 por el gobierno peronista en el orden nacional.

En cuanto al régimen de gobierno municipal, la reforma de la constitución de Córdoba realizada ese mismo año incorporó un proceso distinto de elección de los intendentes entre la capital provincial y las ciudades del interior que superasen los 10000 habitantes.  En el caso de la ciudad capital, se estableció que el intendente sería designado por el gobernador con acuerdo del Senado de la provincia, y que la Cámara de Diputados haría las veces de Concejo Deliberante. El texto constitucional reformado entró en vigor en junio de 1949.

En virtud de estas modificaciones, el gobernador San Martín propuso al propio comisionado Posada como intendente municipal de Córdoba por un período de tres años, nominación que fue ratificada por el Senado provincial con mayoría oficialista. Su gabinete estuvo conformado por Juan Más (secretario de gobierno y hacienda), Miguel Givogri (secretario de obras públicas e higiene) y Orlando Torresán (secretario de salud pública). 

En los comicios legislativos del 11 de noviembre de 1951 Posada fue candidato a diputado nacional por Córdoba en representación del Partido Peronista. En esa oportunidad se empleó el sistema de escrutinio mayoritario uninominal, con las provincias divididas en circunscripciones, representadas cada una de estas por un diputado. Posada resultó electo por la circunscripción 9ª que abarcaba los departamentos Colón y Río Primero.

Una vez elegido, presentó la renuncia a la intendencia de la capital el 19 de diciembre de 1951. Posada se incorporó a la Cámara de Diputados de la Nación el 25 de abril de 1952 por un período de seis años, que no llegaría a cumplir en razón de la disolución del poder legislativo tras el golpe de Estado de 1955. Falleció en Córdoba en 1975. 
| Predecesor: Jorge Enrique Martorell | Comisionado municipal de Córdoba 1949 - 1949 | Sucesor: Él mismo (como intendente) |